# George Ziguli
George Ziguli (n. 5 februarie 1954, Stâlpeni - d. 7 octombrie 2014) a fost un sportiv român. A fost jucător mai apoi antrenor si după director al echipei sportive de baschet BCM U Pitești. El a rămas în istorie deoarece în 2000, echipa locală antrenată de el, a câștigat primul titlu de campion național, învingând echipa West Petrom Arad. În 2007 s-a clasat pe locul secund cu BCM Pitești. Ca director tehnic are în palmares o Cupă și o Supercupă a României. A fost președinte interimar al PNG-CD Argeș, fiind și prim-vicepreședinte al partidului. În memoria sa, în 2015 a avut loc la Pitești un turneu care îi poartă numele.
La 10 decembrie 2004 a fost decorat cu Medalia „Meritul Sportiv” clasa I.

## Referinṭe
1. ↑  „Pitești: George Ziguli, antrenorul de campioni”, Adevărul, 23 iunie 2009, accesat în 6 noiembrie 2016
2. ↑  http://epitesti.ro/stiri/stiri-stiri/murit-george-ziguli/
3. ↑  Cristina Stancu (7 octombrie 2014), „A murit George Ziguli, directorul BCM U Pitești”, Adevărul, accesat în 6 noiembrie 2016
4. ↑  Cristian Marinescu (7 octombrie 2014), „Veste tristă pentru baschetul românesc! Directorul BCM Pitești, George Ziguli, a murit astăzi”, Gsp.ro, accesat în 6 noiembrie 2016
5. ↑  „Profesorul Ziguli înmormântat ca un mare conducător”, Fotopress-24.ro, 11 octombrie 2014, accesat în 6 noiembrie 2016
6. ↑  „George Ziguli, noul șef la CSM Pitești”, Atitudineinarges.ro, accesat în 6 noiembrie 2016
7. ↑  „Baschet: Gigi Becali va investi in vicecampioana BCMUS Arges Pitesti”, Money.ro, 25 mai 2007, accesat în 6 noiembrie 2016
8. ↑  „Curierul Zilei - Începe Memorialul George Ziguli”, Curier.ro, accesat în 6 noiembrie 2016
9. ↑  „DECRET 1071 10/12/2004”, Legislatie.just.ro, accesat în 6 noiembrie 2016